# Libanonski građanski rat
Libanonski građanski rat (arap. الحرب الأهلية اللبنانية, Al-Ḥarb al-Ahliyyah al-Libnāniyyah) bio je višestrani oružani sukob koji se odvijao od 1975. do 1990. U sukobu je poginulo procijenjenih 150.000 žrtava te je doveo do egzodusa gotovo 1.000.000 ljudi iz Libanona.
Raznolikost libanonskog stanovništva igrala je značajnu ulogu u početku i tijekom sukoba: kršćani i sunitski muslimani činili su većinu u obalnim gradovima; šijitski muslimani primarno su bili smješteni diljem južnog Libanona i doline Beqaa na istoku; a Druzi i kršćani naselili su planinska područja zemlje. U to je vrijeme libanonska vlada radila pod značajnim utjecajem elita unutar maronitske kršćanske zajednice.[nedostaje izvor] Veza između politike i vjere ojačana je pod francuskim mandatom od 1920. do 1943., a parlamentarna struktura zemlje favorizirala je vodeći položaj libanonskih kršćana, koji su činili većinu stanovništva Libanona. Međutim, muslimanska manjina u zemlji još uvijek je bila relativno velika, a priljev tisuća Palestinaca – prvi put 1948. i ponovno 1967. – pridonio je demografskom pomaku Libanona prema muslimanskoj većini. Libanonska vlada kojom dominiraju kršćani suočavala se sa sve većim otporom muslimana, panarabista i brojnih ljevičarskih skupina. U tu je svrhu Hladni rat izvršio dezintegrirajući učinak na zemlju, usko povezan s političkom polarizacijom koja je prethodila libanonskoj krizi 1958. Kršćani su većinom bili na strani zapadnog svijeta, dok su muslimani, panarapisti i ljevičari uglavnom bili na strani arapskih zemalja koje su bile na strani Sovjetskog saveza.
Borbe između libanonskih kršćanskih milicija i palestinskih pobunjenika (uglavnom iz Palestinske oslobodilačke organizacije) počele su 1975. i potaknule uspostavu saveza između Palestinaca i libanonskih muslimana, panarabista i ljevičara. Međutim, tijekom sukoba, ta su se savezništva mijenjala brzo i nepredvidivo. Nadalje, unutarnji sukobi produbili su se kako su se strane sile: Sirija, Izrael i Iran, uključile i podržavale ili se borile uz različite frakcije. Razne mirovne snage, kao što su Višenarodne snage u Libanonu i Privremene snage Ujedinjenih naroda u Libanonu, također su bile stacionirane u zemlji u to vrijeme.
1989. Sporazum iz Taifa označio je početak kraja borbi jer je odbor koji je imenovala Arapska liga počeo formulirati rješenja za sukob. U ožujku 1991., parlament Libanona donio je zakon o oprostu koji je pomilovao sve političke zločine koji su počinjeni prije nego što je zakon stupio na snagu. U svibnju 1991. sve naoružane frakcije koje su djelovale u Libanonu su raspuštene, isključujući Hezbollah, šijitsku islamističku miliciju koju podržava Iran. Iako su se Libanonske oružane snage polako počele obnavljati kao jedina velika nefrakcijska oružana institucija u Libanonu nakon sukoba, federalna vlada nije mogla suzbiti oružanu snagu Hezbollaha. Vjerske napetosti, posebno između šijita i sunita, nastavile su se diljem Libanona i nakon službenog završetka neprijateljstava 1990.